# Trial de Sant Llorenç 1985
L'edició de 1985 del Trial de Sant Llorenç fou la 19a d'aquesta prova, organitzada pel Motor Club Terrassa. El trial era la primera prova del Campionat del Món d'aquell any i tingué lloc el 24 de febrer a Peramola, Alt Urgell. Hi participaren vora 70 pilots, els quals hagueren de superar 21 zones repartides al llarg d'un recorregut que calia completar 2 vegades.
De cara a aquella edició, el Motor Club Terrassa comptà amb la col·laboració de la comissió de moto clubs de Lleida i amb la de Manuel Soler, qui s'encarregà de dissenyar les zones del trial.

## Classificació
| Posició | Pilot              | Motocicleta | Punts |
| ------- | ------------------ | ----------- | ----- |
| 1       | Thierry Michaud    | Fantic      | 38    |
| 2       | Steve Saunders     | Honda       | 60    |
| 3       | Eddy Lejeune       | Honda       | 64    |
| 4       | Lluís Gallach      | Merlin      | 64    |
| 5       | Pascal Couturier   | Beta        | 69    |
| 6       | Diego Bosis        | Montesa     | 73    |
| 7       | Tony Scarlett      | Yamaha      | 77    |
| 8       | Gilles Burgat      | Yamaha      | 79    |
| 9       | Philippe Berlatier | Aprilia     | 80    |
| 10      | Renato Chiaberto   | Fantic      | 82    |